# Bakterie Gram-dodatnie

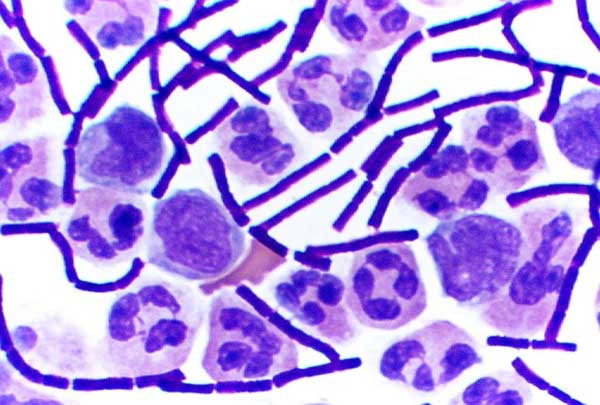
Gram-dodatnie bakterie wąglika (fioletowe) w próbce płynu mózgowo-rdzeniowego (inne komórki to leukocyty)

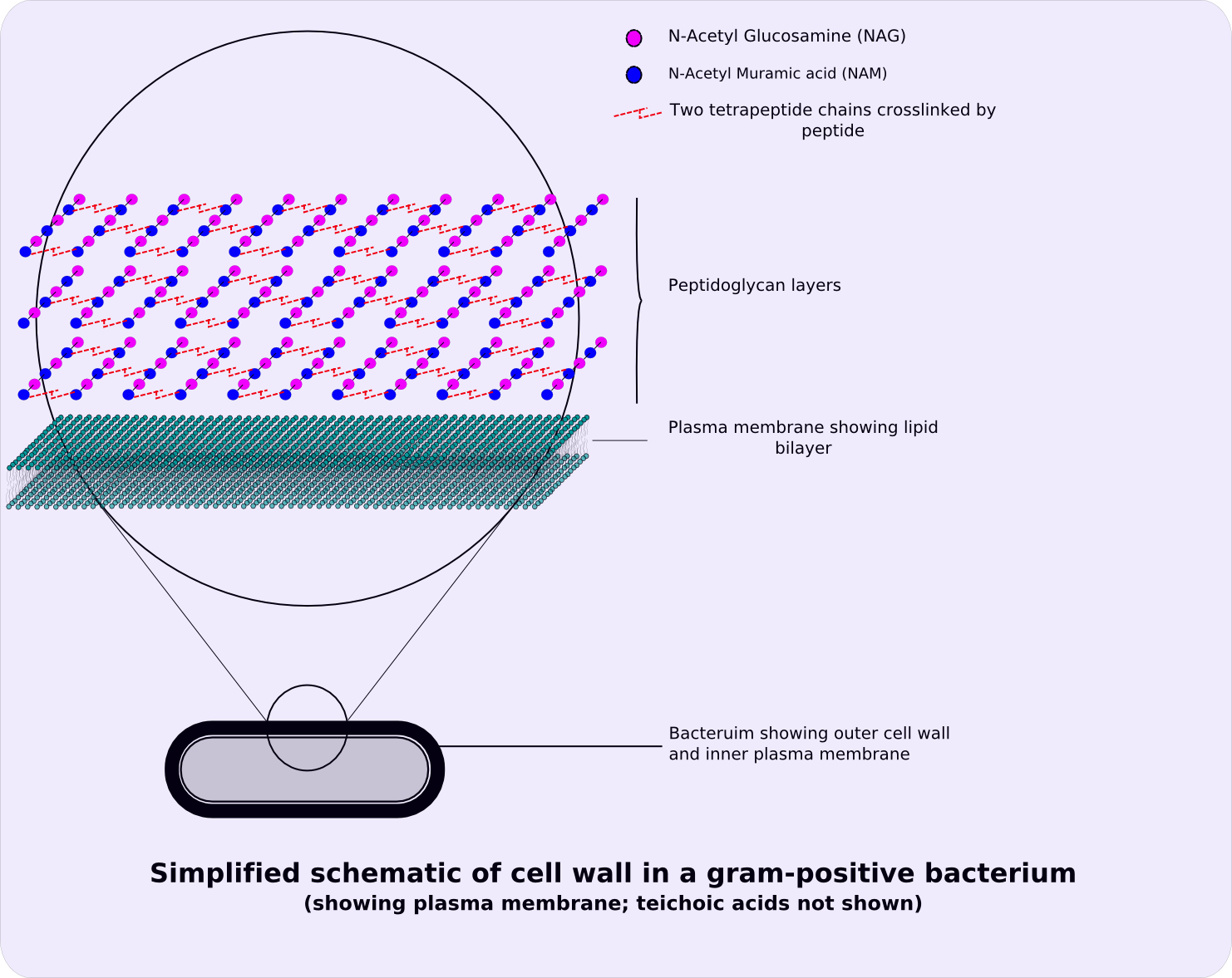
Struktura ścian komórkowych bakterii Gram-dodatnich

Bakterie Gram-dodatnie, G+ – bakterie barwiące się na fioletowo w barwieniu metodą Grama.
W budowie komórki bakterii G+, w przeciwieństwie do Gram-ujemnych, nie wyróżnia się zewnętrznej błony komórkowej. Ściana komórkowa bakterii G+ jest grubsza od ściany bakterii G−.
Przykłady patogennych bakterii G+ i G−:
G+
- gronkowce (Staphylococcus)
- paciorkowce (Streptococcus)
- laseczka tężca (Clostridium tetani)
- laseczki zgorzeli gazowej (Clostridium perfringens)
- laseczka wąglika (Bacillus anthracis)
- maczugowiec błonicy (Corynebacterium diphtheriae)
- prątek gruźlicy (Mycobacterium tuberculosis)
- prątek trądu (Mycobacterium leprae)
- pałeczka Listeria monocytogenes

G−
- pałeczki z rodzaju Brucella
- pałeczki z rodzaju Salmonella
- pałeczki z rodzaju Shigella
- pałeczki z rodzaju Klebsiella
- krętek blady (Treponema pallidum)
- pałeczka okrężnicy (Escherichia coli)
- pałeczka dżumy (Yersinia pestis)
- przecinkowiec cholery (Vibrio cholerae)
- pałeczka Helicobacter pylori
- pałeczka Haemophilus influenzae
- pałeczka z rodzaju Proteus
- pałeczka krwawa (Serratia marcescens)